# Fanal de Saint-Louis du Sénégal
À Saint-Louis au Sénégal, les fêtes de fin d'année sont célébrées par le Fanal, spectacle populaire dont les origines remonteraient au XVIIIe siècle.
Selon les historiens, dans le passé, à la veille de Noël, les Signares (riches femmes métisses), se rendaient à la messe de minuit parées de leurs plus beaux bijoux et accompagnées par leurs servantes et chambellans. Ces derniers portaient des lanternes illuminées de l’intérieur par des chandelles aux côtés des signares dans une lente procession dans les rues de l’île. Au fil des années, les Saint-Louisiens ont fait de cette coutume une véritable fête traditionnelle. De lanternes de bois et papiers on en est arrivé à de gigantesques créations reflétant le plus souvent les grandes bâtisses, édifices ou monuments de la ville (la grande mosquée, l’église, le palais du gouverneur ou le pont Faidherbe..), histoire de mettre en valeur le patrimoine architectural de la vieille cité coloniale. Un spectacle où les différents quartiers se surpassent en imagination et créativité. Cet événement est parrainé soit par une autorité administrative (le maire, le gouverneur) soit par d’honorables citoyens de la ville.

## Sources
Fanal de Saint-Louis du Sénégal